# Reno High School
La Reno High School (RHS) è una scuola secondaria pubblica sita a Reno, nello stato del Nevada, negli Stati Uniti d'America. Fa parte del Washoe County School District. Le squadre della scuola sono note come Reno Huskies e i colori della scuola sono il rosso e il blu.

## Storia
La Reno High school è stata la prima scuola superiore di Reno e il suo slogan è: "Reno High. Più vecchia di Reno".
Gli studenti delle scuole superiori di Reno negli anni '60 dell'Ottocento venivano originariamente istruiti nel seminterrato di un edificio all'angolo tra "First e Virginia Street", nel futuro sito del Mapes Hotel. Oggi c'è una piazza cittadina in quel luogo, che si trova di fronte al municipio di Reno. Nel 1869 gli studenti delle scuole superiori furono trasferiti in una scuola con una sola aula. Nel 1879, a causa dell'espansione della popolazione di Reno, fu costruita una scuola superiore più grande, chiamata "Central School", vicino ad "Arlington e Fourth Street". Questa era comunemente chiamata "Reno High School" e il 1879 è l'anno generalmente accettato della fondazione della scuola.
Nel 1910, un incendio nel laboratorio di chimica distrusse l'edificio principale della scuola. La scuola fu ricostruita nel centro di Reno nel 1912, in un luogo attualmente occupato dall'ex hotel-casinò Sundowner (una parte del quale è ora un complesso condominiale). 
Nel 1951, la Reno High venne trasferita in una nuova struttura, su un'area di 71 acri, con un campus situato tra Booth e Foster Street, appena a sud del fiume Truckee e vicino a Idlewild Park.

## Attività extracurriculari

### Atletica
La Reno High ha vinto numerosi campionati statali in molti sport. La squadra di corsa campestre maschile è stata la più dominante, vincendo 12 campionati statali (incluse cinque vittorie consecutive). La squadra di basket femminile ha vinto il campionato statale nel 2001, poi ha vinto due campionati statali e regionali consecutivi nel 2013 e 2014. La squadra di football della Reno High ha vinto il titolo di football statale del Nevada nel 2003, la squadra di baseball della Reno ha vinto il campionato statale nel 2004 e la squadra di basket maschile ha vinto il campionato nel 2006, battendo la Rancho High School di North Las Vegas.
I Reno Huskies competono nella High Desert League della regione Northern Nevada 4A, che è il livello più alto degli sport universitari del Nevada.
Dal 2003, le squadre sportive universitarie maschili della Reno High hanno vinto i campionati statali del Nevada nelle discipline di football, basket, baseball, atletica, nuoto, tuffi, tennis e sci.
Venerdì 22 febbraio 2008, i Reno Huskies hanno sconfitto la Cheyenne High di Las Vegas 76 a 72, aggiudicandosi il loro secondo campionato statale di basket in tre stagioni. Gli Huskies hanno vinto almeno un campionato statale in sette sport diversi ogni anno dal 2002 al 2008.
Nel 1986, il calciatore della Reno High Dirk Borgognone stabilì un record mondiale per il goal più lungo della scuola superiore. Il goal lungo 68 yard, calciato in una partita alla Sparks High School, è il secondo più lungo nel football americano organizzato a qualsiasi livello di classe, inclusa la NFL, ed era appena al di sotto del field goal da 69 yard di Ove Johansson nel 1976, per la scuola universitaria NAIA Abilene Christian.
La maratoneta di cross country della Reno High Marie (Mel) Lawrence detiene il record delle scuole superiori degli Stati Uniti nei 2.000 m e 3.000 m siepi.

### Orchestre
La scuola di Reno ha tre orchestre esecutive:
- Orchestra da camera
- Sinfonia
- Orchestra da concerto

La "Chamber Orchestra" è in tournée ogni anno, partecipando a masterclass e festival di livello universitario presso scuole e università come la Stanford University, la San Francisco State University, la San Jose State University e la University of the Pacific. I membri delle orchestre fanno audizioni e partecipano regolarmente alle Reno Philharmonic Youth Symphonies, alla Washoe County Honor Orchestra e alla Nevada State Honor Orchestra.

### Bande
- Gruppo di fiati
- Gruppo Jazz
- Banda da concerto
- Banda musicale

La Reno High Jazz Band, la Wind Ensemble e la Concert Band sono tra le band più quotate del distretto e vincono festival durante tutto l'anno.

### Cori
- Movimento vocale
- Corale
- Coro misto

### Arti performative
La Reno High School Theater Program, noto come "Booth Street Players", presenta tre o quattro spettacoli all'anno, insieme a spettacoli della comunità scolastica esterna. La produzione autunnale è un'opera teatrale e quella primaverile è un musical. Gli spettacoli passati hanno incluso Little Shop of Horrors, Our Town, Grease, The Boy Friend e Pippin ("Pippin" includeva studenti addestrati in acrobazie aeree con la seta).

### Altre attività
Il team "Speech and Debate" ha vinto consecutivamente il campionato statale per 24 anni di fila (a partire dal 2019), oltre a questo, ha vinto la "Covid Cup" del 2020. La mancanza di competizione di persona ha spinto la North Nevada Forensic League (NNFL) ad annullare le consuete lotterie, optando invece per una "Covid Cup" solo per quell'anno. Le competizioni applicabili alla "Covid Cup" si sono svolte tutte online con streaming video. Nel 2019 il Debate Team ha raggiunto 1.000 punti nella competizione di campionato, un primato.
Ci sono anche molti altri club offerti agli studenti della Reno High.

### Pubblicazioni
- Re-Wa-Ne — annuario scolastico
- The Red & Blue — giornale scolastico mensile
- The Mirror — rivista letteraria scolastica (la pubblicazione è cessata nel 2008).

### Ex studenti illustri della Reno High
- Anthony Zeni, (1919) ex studente e professore di lingue straniere, fu diplomatico e funzionario delle Poste Americane.
- Walter S. Baring Jr. (1929), membro del Congresso degli Stati Uniti del Nevada
- Josh Barrett (2003) - sicurezza per i Denver Broncos e i New England Patriots
- Dirk Borgognone (1985) - kicker per i Green Bay Packers
- Shawn Boskie (1986) - lanciatore di baseball della major league
- Frederic Joseph DeLongchamps (1900) - Architetto dello Stato del Nevada; progettista di molti noti edifici del Nevada
- Frank Fahrenkopf (1957) - consigliere politico del presidente Reagan e presidente del Comitato nazionale repubblicano
- Sean "Hollywood" Hamilton (solo al primo anno) - personaggio radiofonico nazionale
- Garrett Hampson (2013) - giocatore di baseball professionista, squadra di baseball dei Colorado Rockies
- Ray Handley (1962) - allenatore capo dei New York Giants
- Massimo Manca (1981) - kicker for the Cincinnati Bengals
- Don Manoukian (1953) - lineman offensivo per gli Oakland Raiders e wrestler professionista
- Patrick Anthony McCarran (1897) - Senatore degli Stati Uniti del Nevada
- Sallie Morton (anni '40), prima presidente donna, "American Gem Society"
- Dorothy Papadakos (1978) - organista concertista, drammaturga e autrice
- John Savage - Allenatore capo della squadra di baseball dei Bruins dell'UCLA
- Hillary Schieve - sindaco di Reno, Nevada
- Ben Stevenson (2013) - Giocatore di pallanuoto americano, squadra nazionale maschile degli Stati Uniti alle Olimpiadi estive del 2020
- Inga Thompson - ciclista tre volte olimpica
- Willy Vlautin (1986) - autore dei romanzi "The Motel Life", "Northline", "Lean on Pete"; anche cantante e compositore della band alt-country Richmond Fontaine
- Dawn Wells (1956) - attrice, Wells ha recitato in Gilligan's Island nel ruolo di Mary Ann
- Ayton Talbott (2017) - lottatore professionista di arti marziali miste che gareggia per l'UFC